# Hudiviller
Hudiviller ist eine französische Gemeinde mit 316 Einwohnern (Stand 1. Januar 2022) im Département Meurthe-et-Moselle in der Region Grand Est (vor 2016 Lothringen). Sie gehört zum Arrondissement Nancy (bis 2022: Arrondissement Lunéville) und ist Mitglied im Gemeindeverband Communauté de communes des Pays du Sel et du Vermois. Die Einwohner werden Hudivillois(es) genannt.

## Geografie
Die Gemeinde liegt etwa 18 Kilometer südöstlich von Nancy und etwa sieben Kilometer westnordwestlich von Lunéville im Süden des Départements Meurthe-et-Moselle. Nachbargemeinden sind Flainval im Norden, Anthelupt im Osten, Rosières-aux-Salines im Südwesten und Westen sowie Dombasle-sur-Meurthe im Nordwesten.
Der Ruisseau de la Voivre, ein Zufluss der Meurthe, entwässert das südliche Gemeindegebiet. Mehr drei Viertel der Fläche der Gemeinde werden landwirtschaftlich genutzt, etwa 10 % ist bewaldet.

## Geschichte
Der Ort wurde bereits früh besiedelt. Dies belegten Grabungen, die Funde aus merowingischer Zeit zutage förderten. Die heutige Gemeinde wurde allerdings erst 1522 unter dem Namen Hidiviller erstmals in einem Dokument erwähnt. Im Mittelalter wechselten die regierenden Familien. Im Dreißigjährigen Krieg wurde die Gemeinde von durchziehenden Truppen stark zerstört. Hudiviller gehörte historisch zur Vogtei (Bailliage) Rosières-aux-Salines und somit zum Herzogtum Lothringen, das 1766 an Frankreich fiel. Bis zur Französischen Revolution lag die Gemeinde dann im Grand-gouvernement de Lorraine-et-Barrois. Von 1793 bis 1801 war die Gemeinde dem Distrikt Lunéville und dem Kanton Crévic zugeteilt. Von 1801 bis 2015 war sie Teil des Kantons Lunéville-Nord und ist seither innerhalb des Kantons Lunéville-1. Seit 1801 ist Hudiviller zudem dem Arrondissement Lunéville zugeordnet, seit 2023 dem Arrondissement Nancy. Die Gemeinde lag bis 1871 im alten Département Meurthe.

## Bevölkerungsentwicklung
| Jahr                       | 1962 | 1968 | 1975 | 1982 | 1990 | 1999 | 2007 | 2019 |
| Einwohner                  | 272  | 243  | 245  | 240  | 269  | 293  | 308  | 360  |
| Quellen: Cassini und INSEE |      |      |      |      |      |      |      |      |

## Verkehr
Hudiviller liegt nahe der Bahnstrecke von Paris nach Straßburg. In der Nachbargemeinde Dombasle-sur-Meurthe gibt es einen Bahnhof. Die mautfreie Autoroute A 33 von Nancy nach Saint-Nicolas-de-Port führt quer durch die Gemeinde. Die Gemeinde hat einen eigenen Vollanschluss an der westlichen Gemeindegrenze. Für den regionalen Verkehr ist die Route départementale D 400 (ehemalige Route nationale 4) wichtig, die durch das Dorf führt.

## Sehenswürdigkeiten
- Dorfkirche Église de l’Asomption aus dem 18. Jahrhundert; nach dem Ersten Weltkrieg wiederaufgebaut
- Gedenkplatten für die Gefallenen[1]

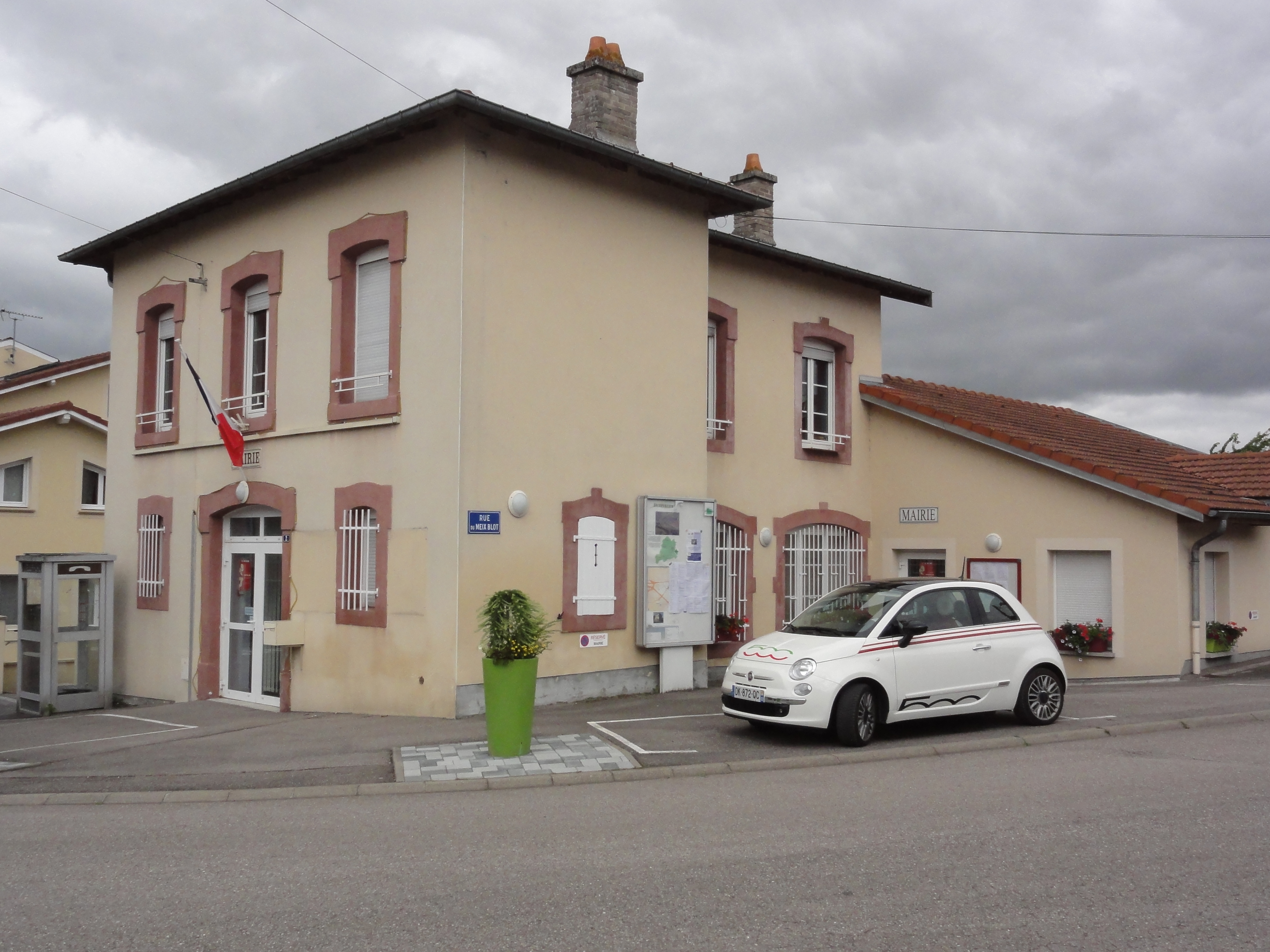
Rathaus (Mairie) der Gemeinde
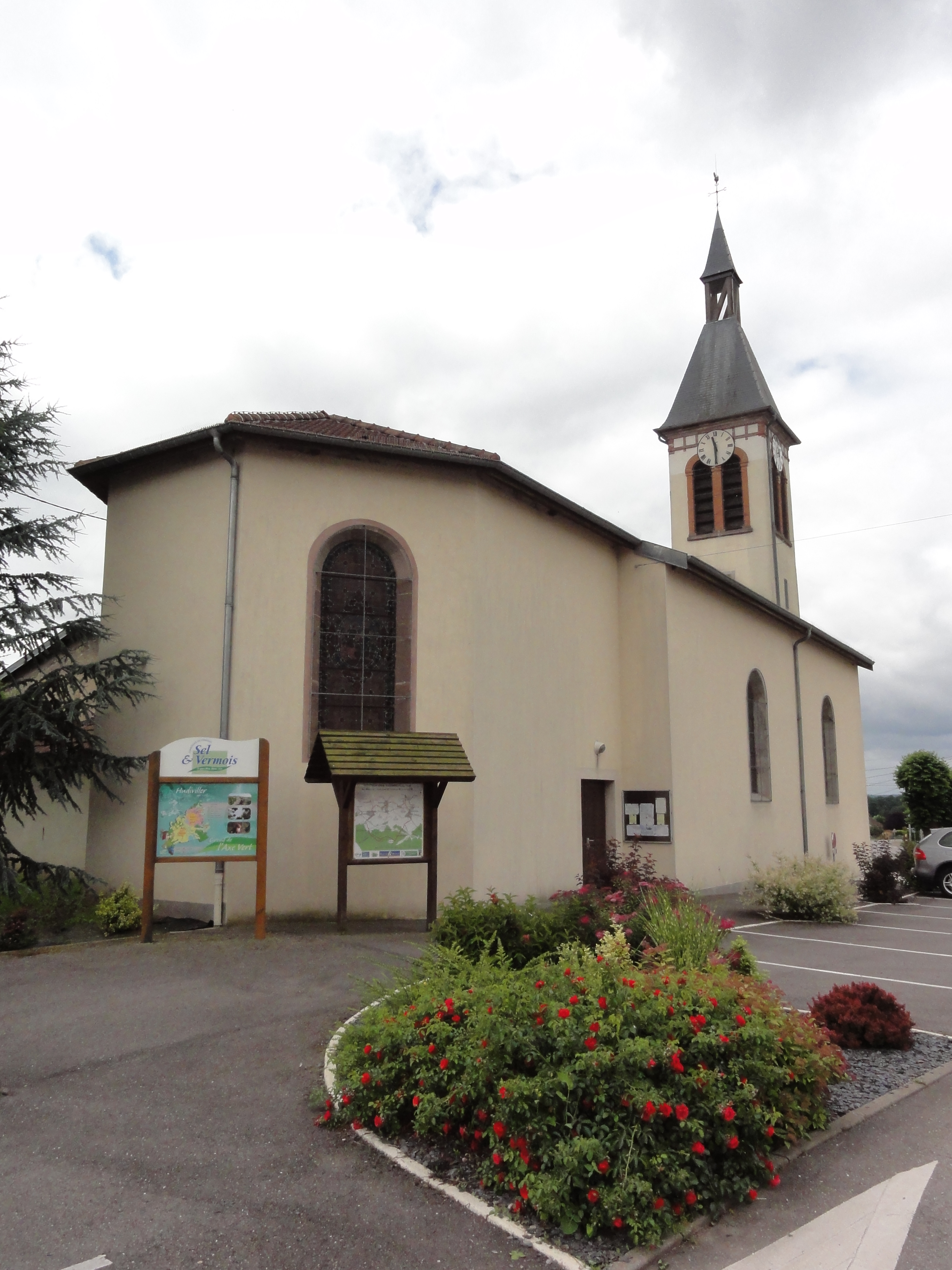
Dorfkirche Église de l’Asomption
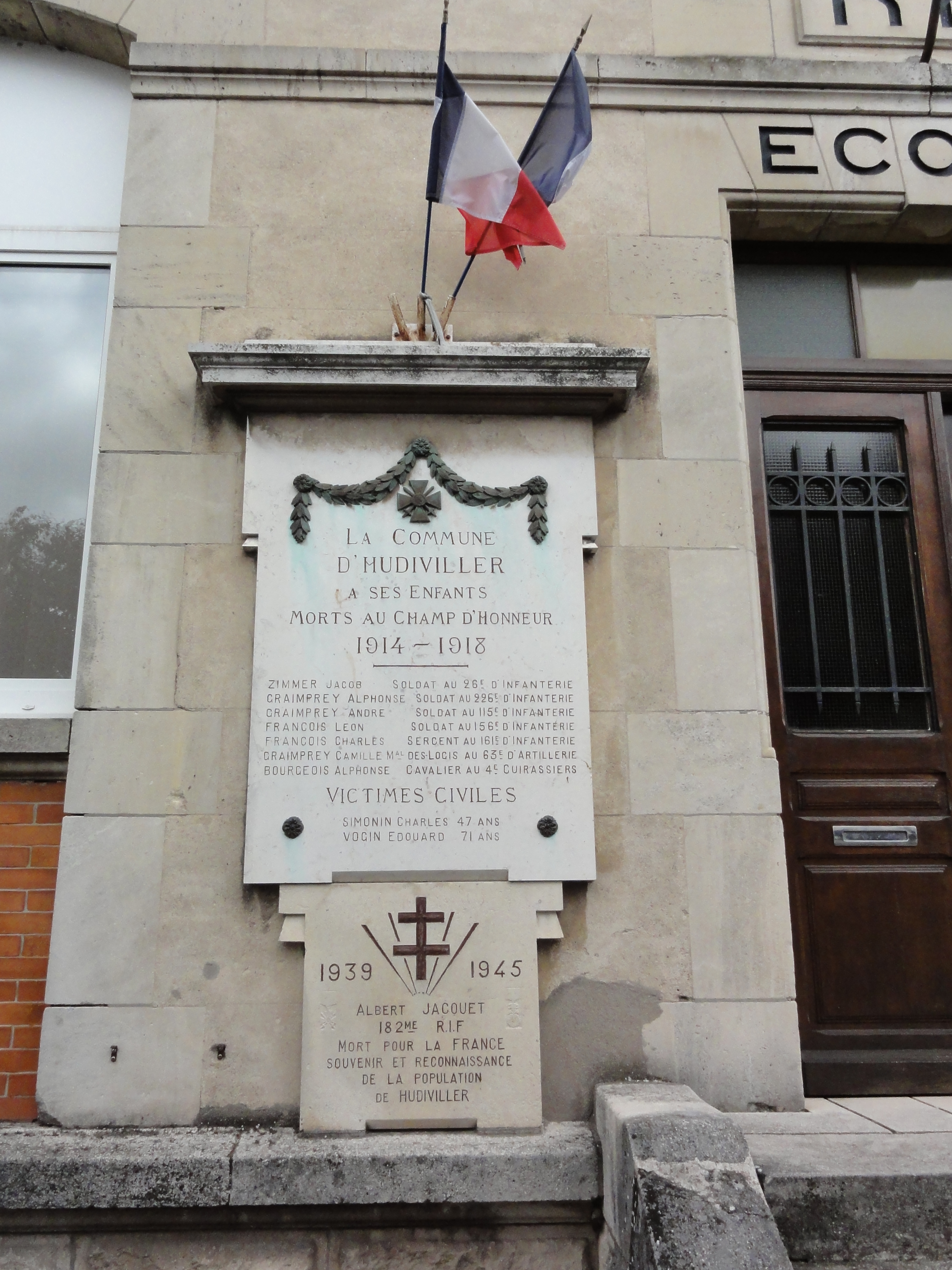
Gedenkplatten für die Gefallenen
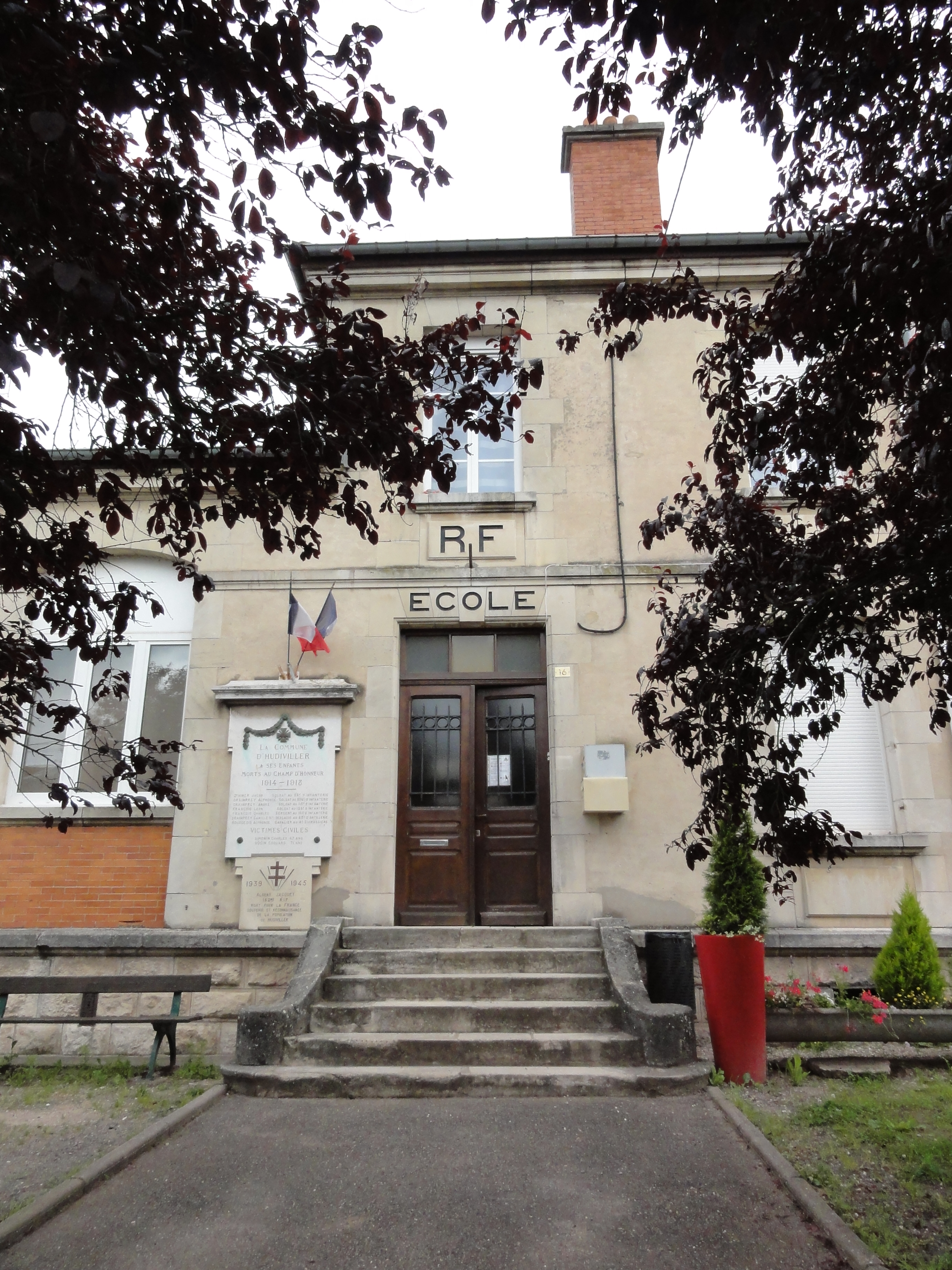
Dorfschule